# Listă de plante care apar pe timbre poștale din România
Următoarea listă cuprinde plante a căror imagine apare pe timbre poștale din România.

## A

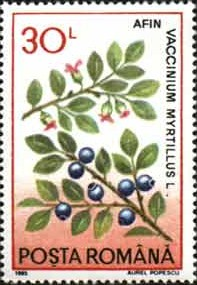
Afin
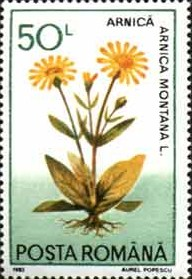
Arnică
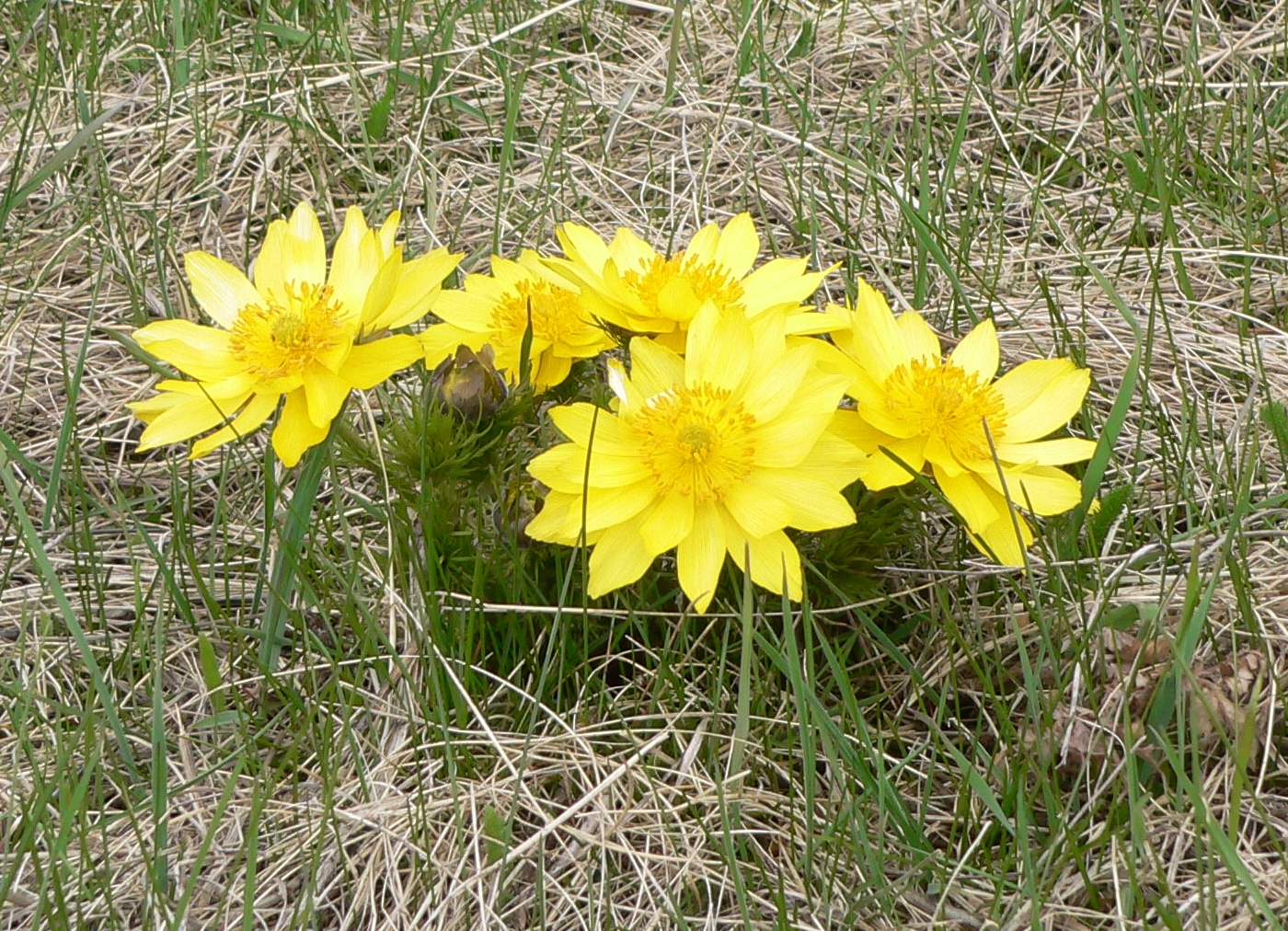
Adonis vernalis (ruscuţa)
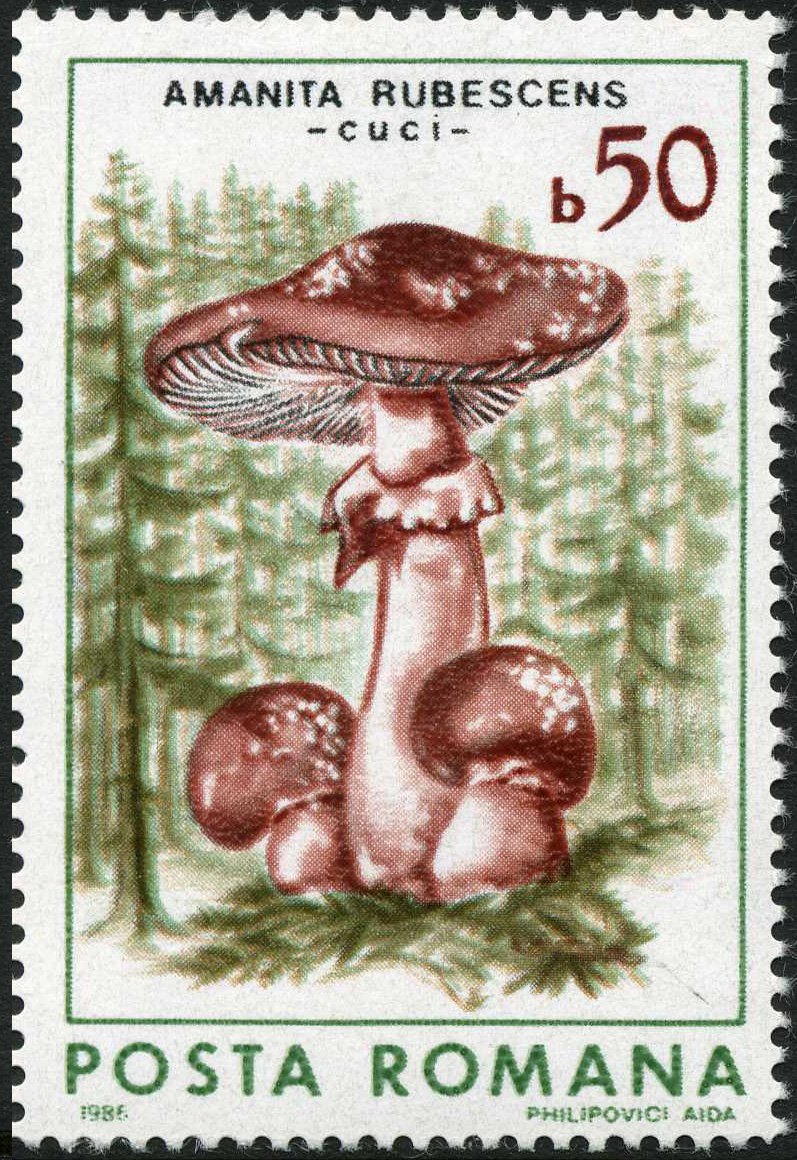
Amanita rubescens

## C

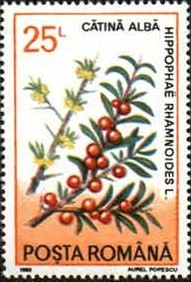
Cătină albă
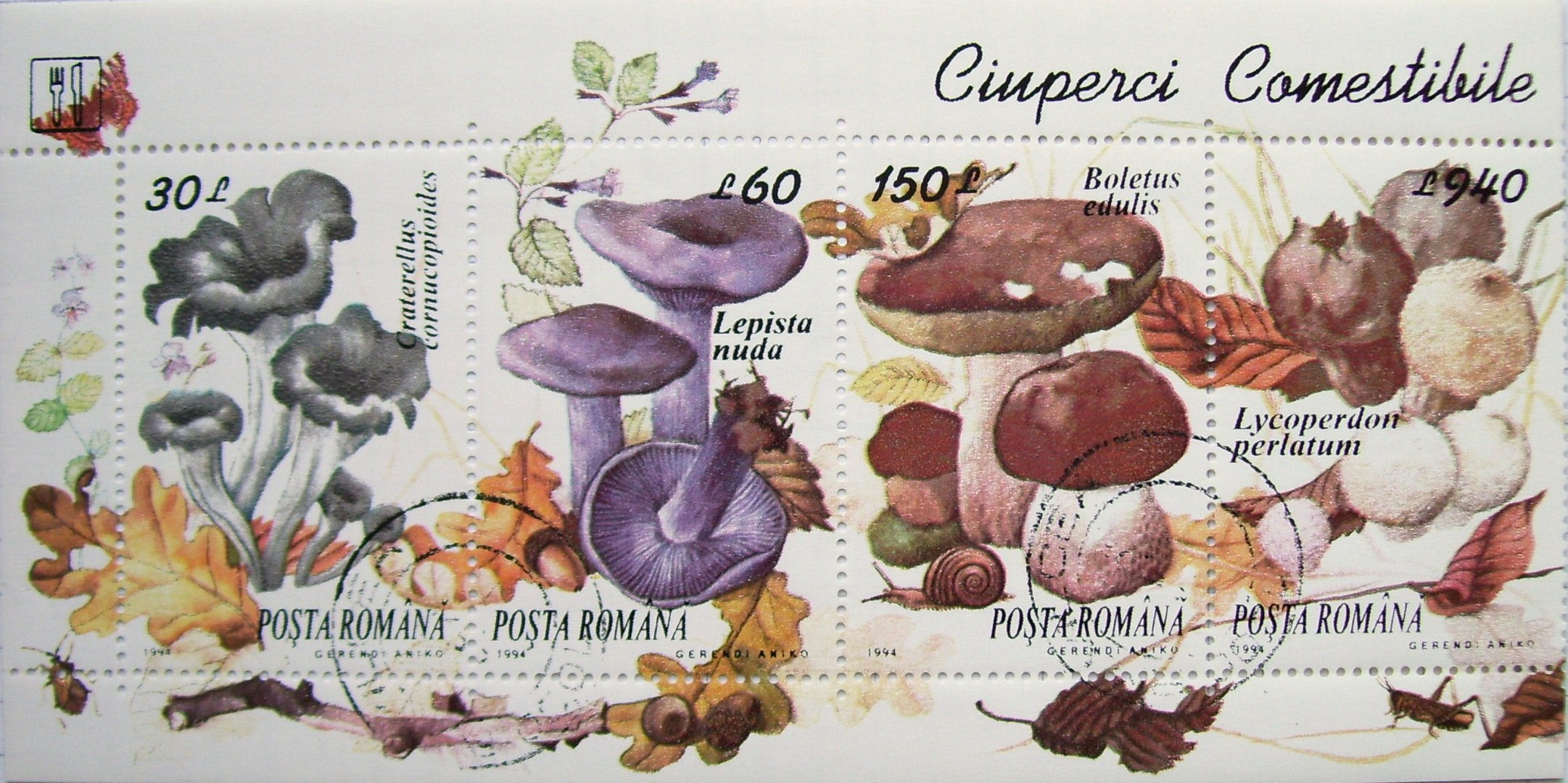
Ciuperci comestibile
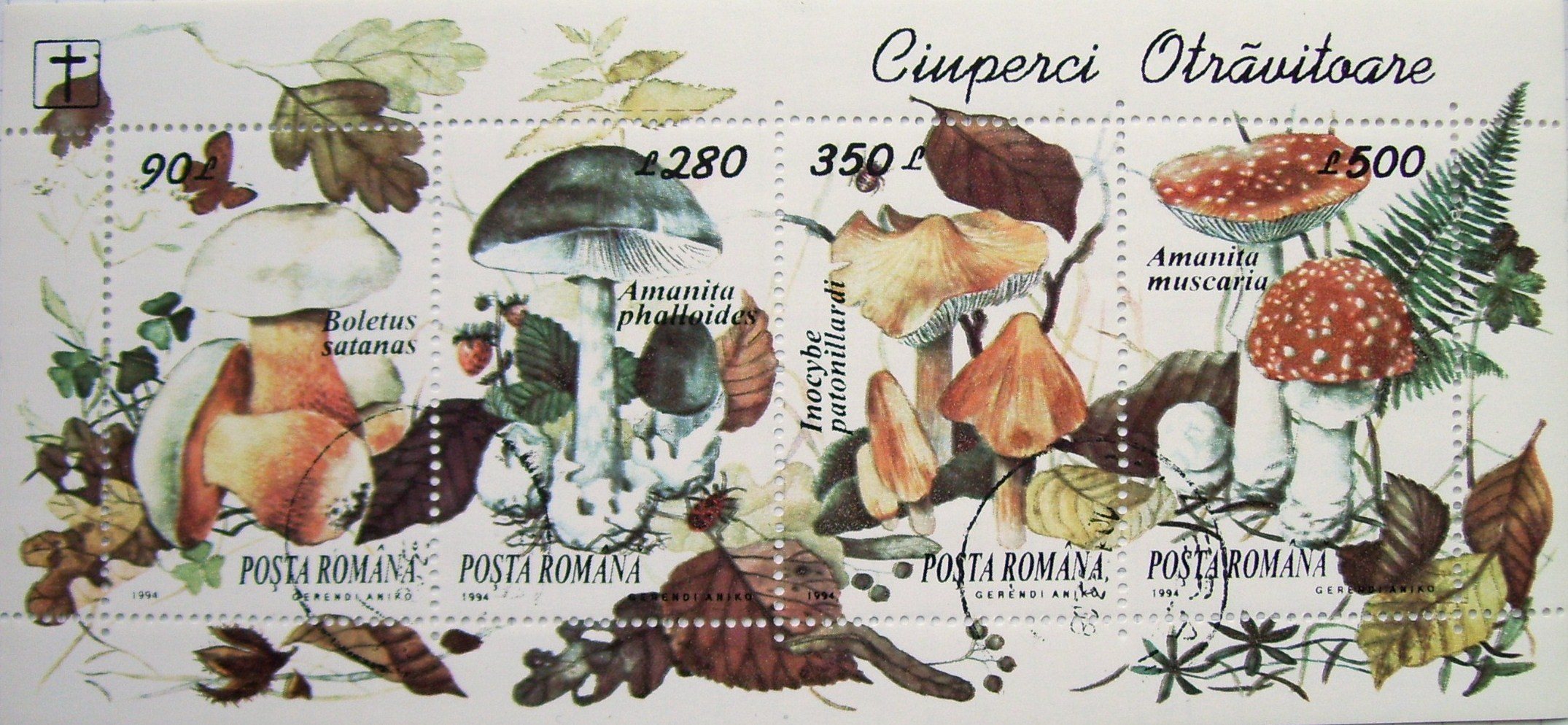
Ciuperci otrăvitoare
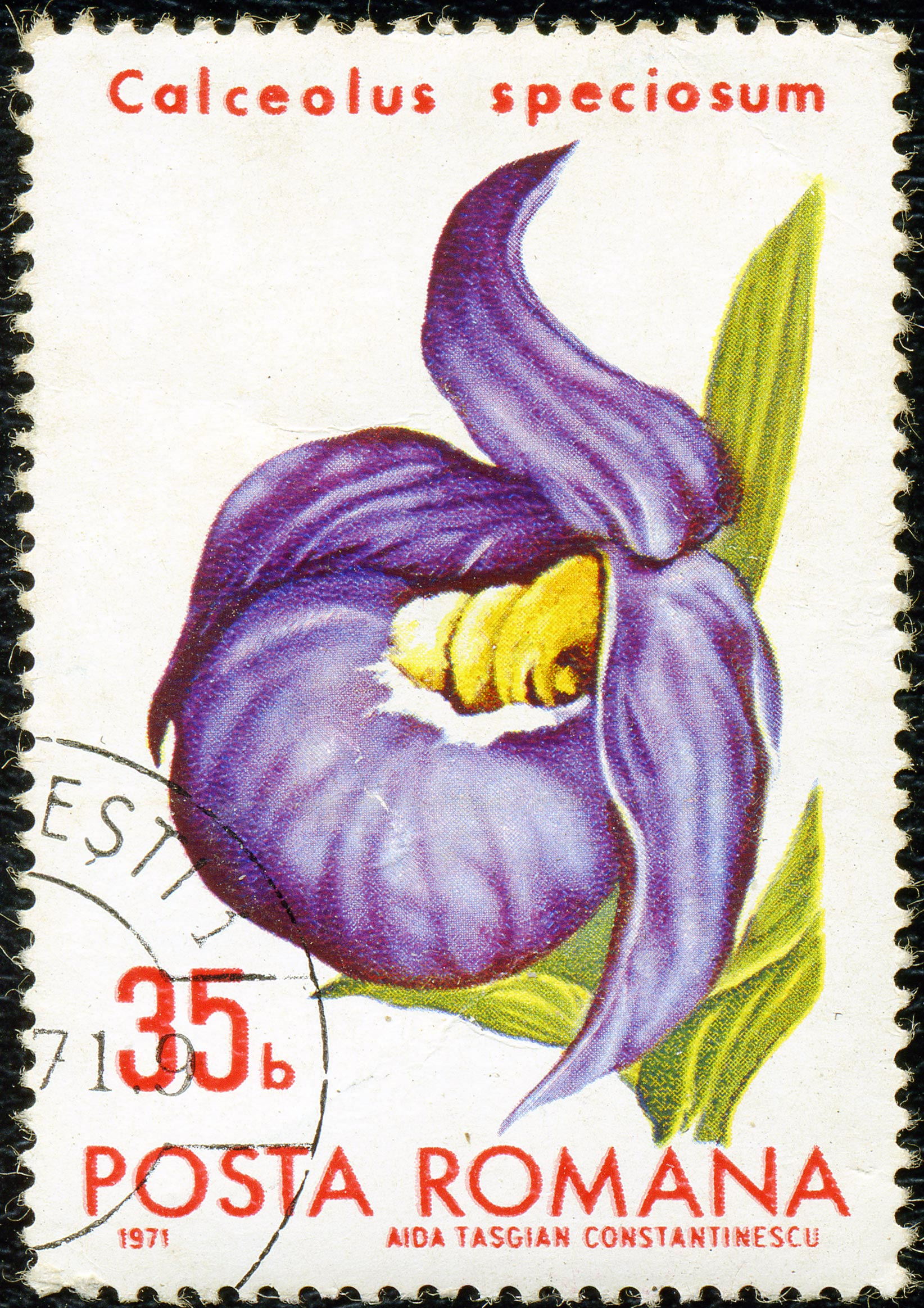
Calceolus speciosum
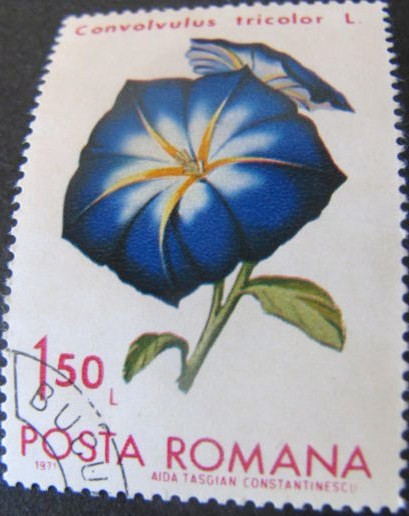
Convolvulus tricolor

## D

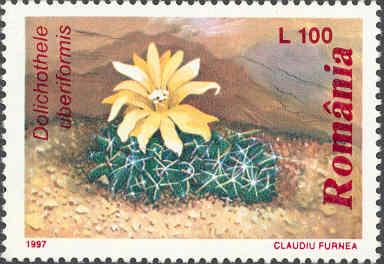
Delichothele aberiformis

## E

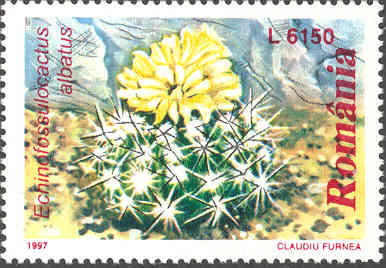
Echinofossulocactus albatus
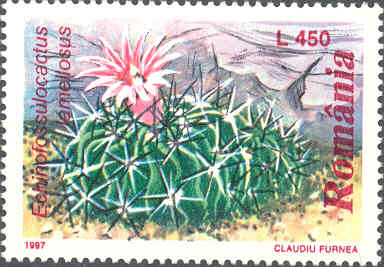
Echinofossulocactus lamellosus

## F

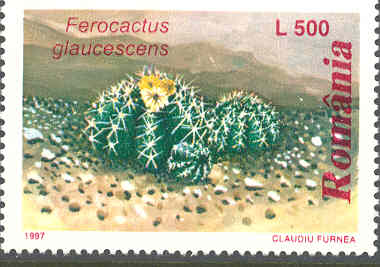
Ferocactus glaucescens
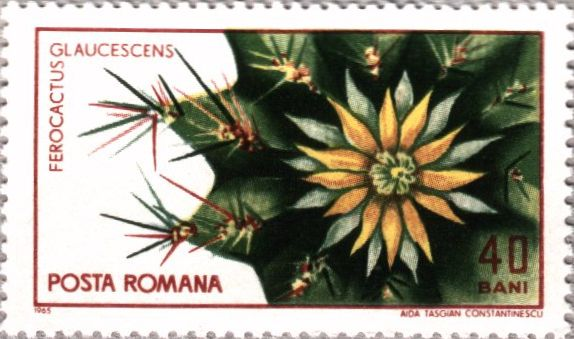
Ferocactus glaucescens

## L

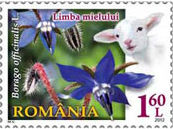
Limba mielului

## M

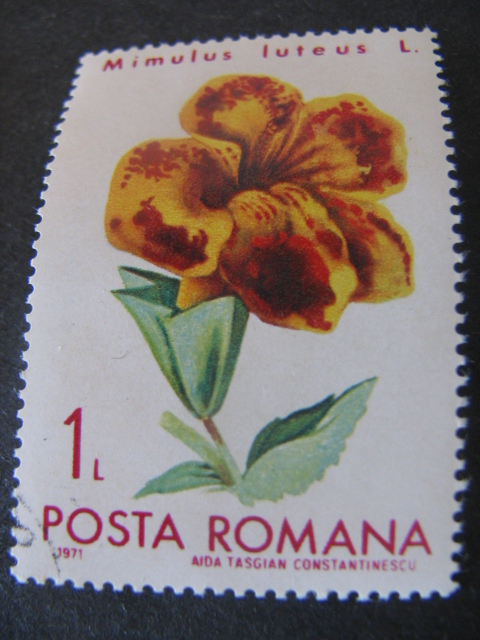
Mimulus luteus
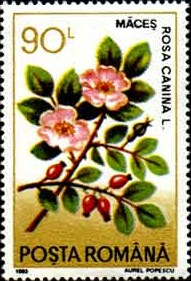
Măceş
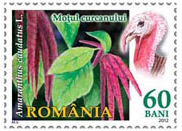
Moțul-curcanului

## O

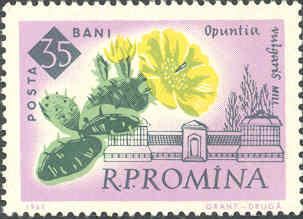
Opuntia vulgaris

## P

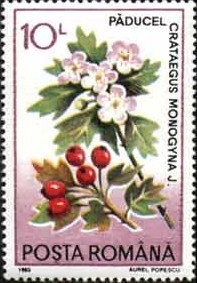
Păducel
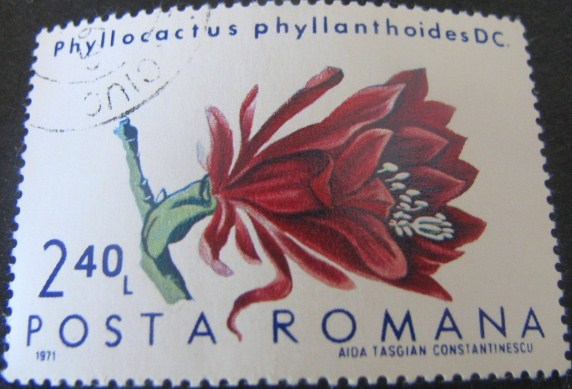
Phyllocactus phyllanthoides
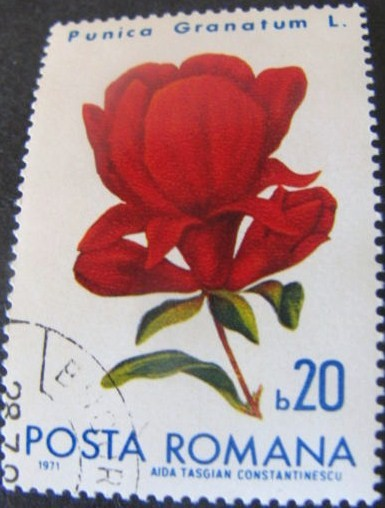
Punica Grnatum

## R

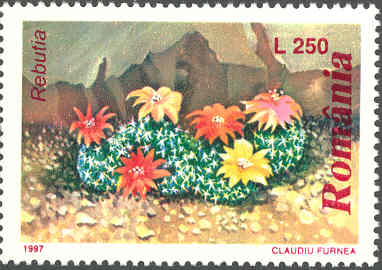
Rebutia

## T

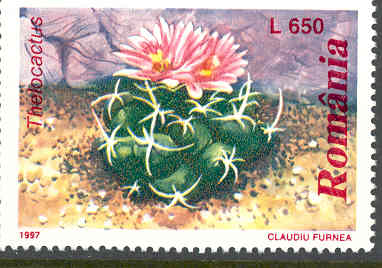
Thelocactus rinconensis
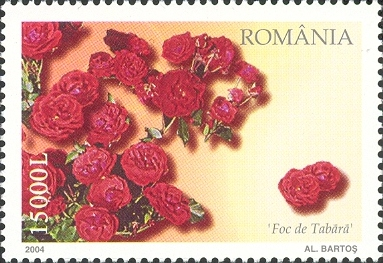
Trandafir foc de tabără
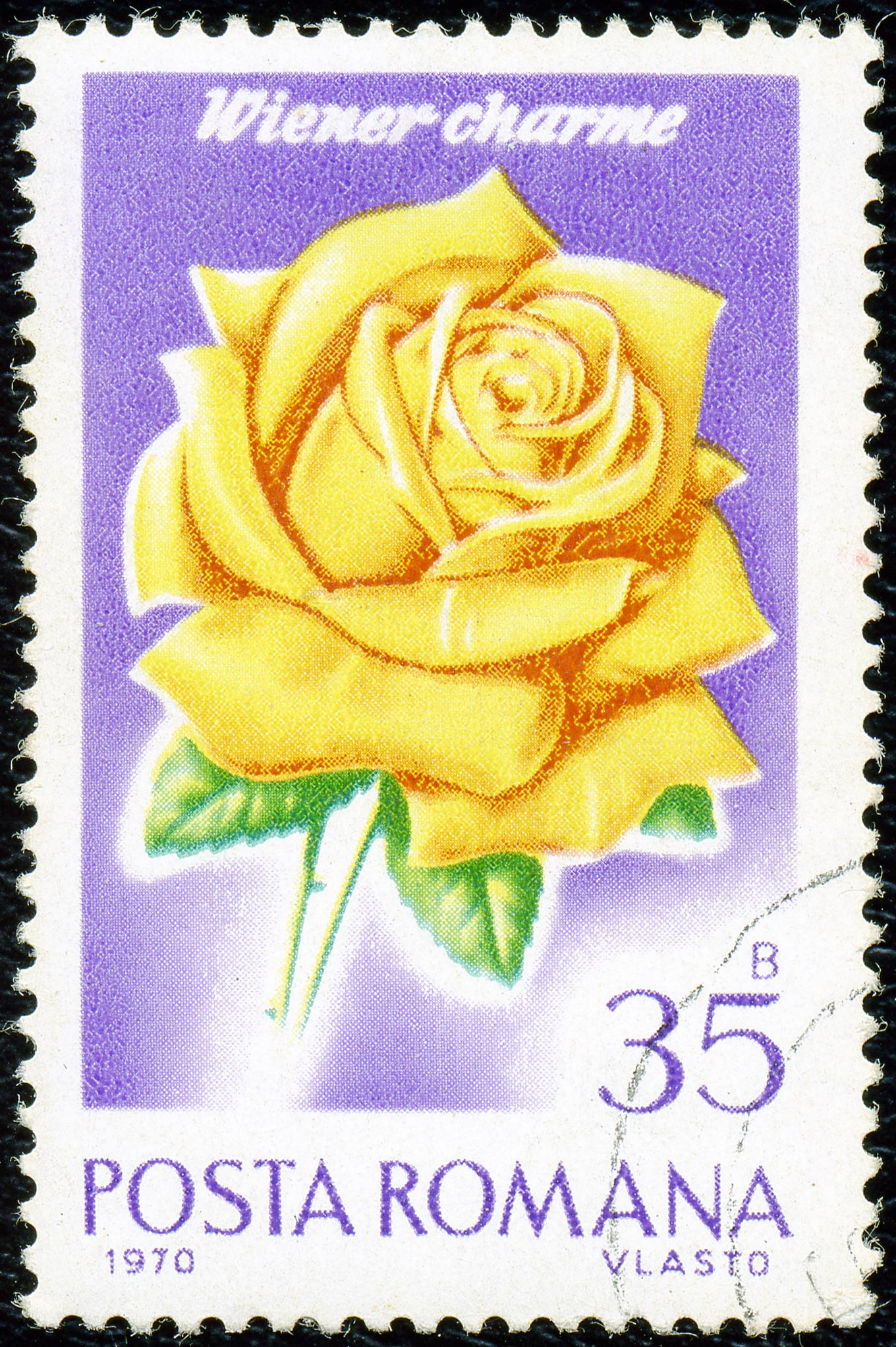
Trandafir
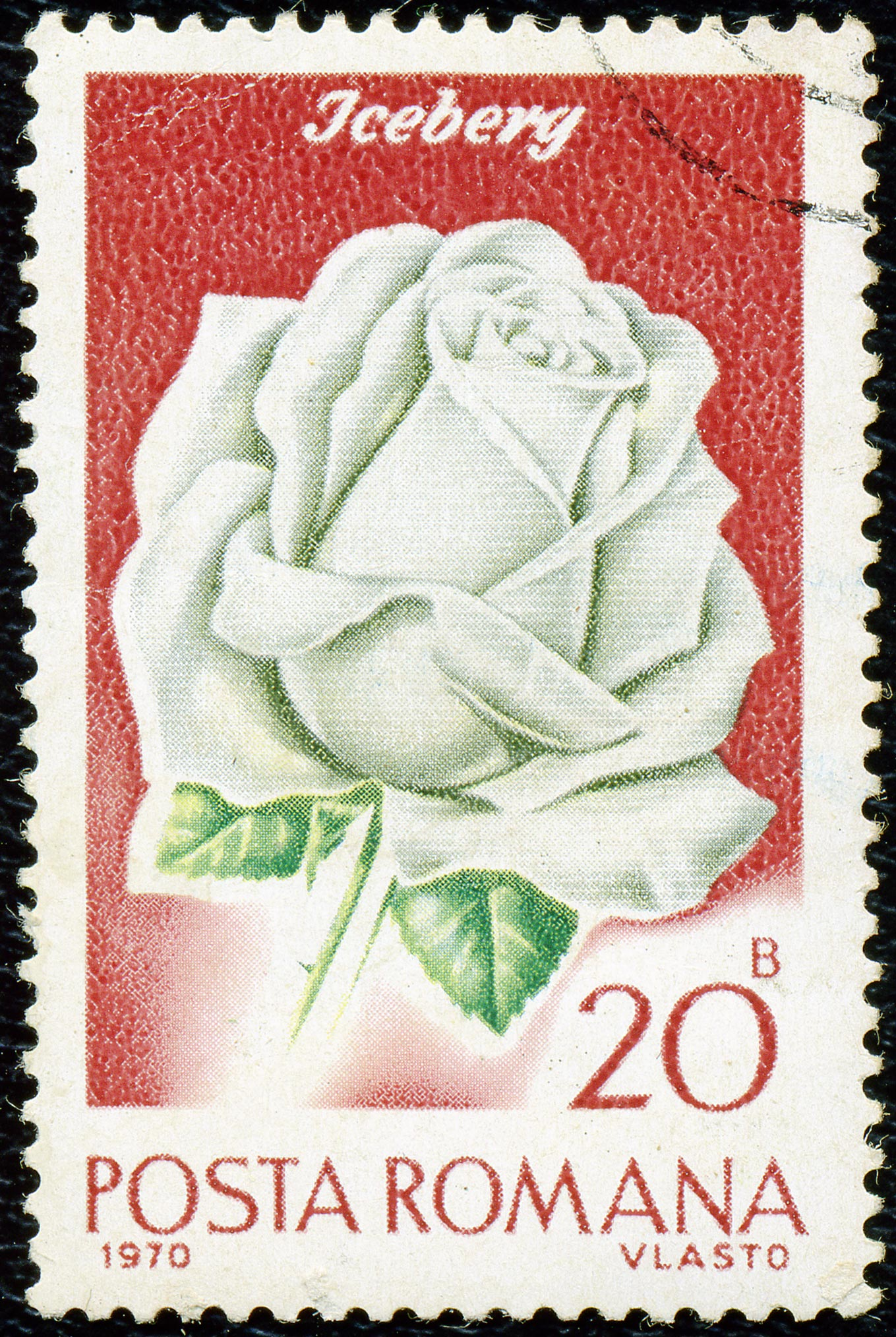
Trandafir

## V

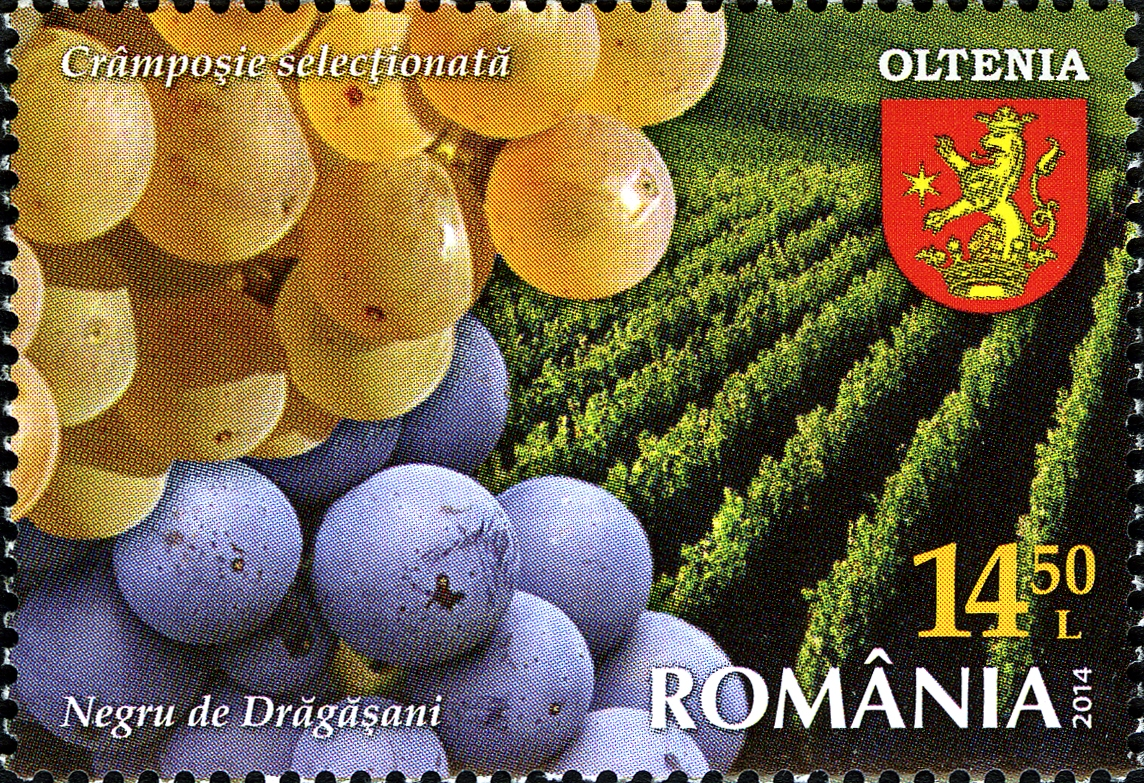
Viță de vie (în fundal)